# Silverio Martinoli
Silverio Martinoli (Bedero Valcuvia, 17 giugno 1830 – Varese, 11 novembre 1913) è stato un artigiano e scultore italiano.

## Biografia
Fu allievo di Lorenzo Vela. Lavorò a Torino con il Prof. Tabacchi per realizzare il monumento al Traforo ferroviario del Frejus, tunnel ferroviario che collega la Francia con l'Italia. 
Viene ricordato per alcune sue sculture che hanno tratto ispirazione nell'ambiente familiare: "Mamma ce n'è una sola", premiata all'esposizione milanese nel 1872 e finita a Napoli, "L'onomastico della mamma", "la sposa", " Il vero amico" opera del 1881 considerato un suo capolavoro.
I suoi capolavori vennero esposti anche a Parigi, Vienna, Napoli e Milano.
Fu sindaco di Bedero Valcuvia, dove scolpì le finissime balaustre di imitazione barocca della Chiesa di Sant'Ilario di Poitiers, parrocchia del paese. In sua memoria gli sono state dedicate un busto ed una lapide sulla piazza centrale del paese e sotto la sua casa natale.
Nel 1866 venne insignito dal re del Portogallo con la Croce di cavaliere dell'Ordine di Cristo.
Altre sue opere si trovano a Nizza e al Monumentale di  Milano e Varese.
Fu apprezzato anche da Vittorio Emanuele II, Manzoni e Cavour.